# Pietro Agosti
Pietro Agosti (Bordighera, 1º aprile 1873 – Roma, 29 aprile 1930) è stato un ingegnere italiano.
Ha realizzato o contribuito alla realizzazione dei più prestigiosi edifici di Sanremo: la Chiesa Russa, Villa Spinola (poi Hotel King), Palazzo Bellevue, il Castello Devachan, Hotel Parigi, Hotel Savoy, la vecchia stazione ferroviaria, la fontana di Villa Ormond, e numerose ville nel Corso degli Inglesi, tra lo stile liberty-modernista ed il pompier.
Viene considerato l'iniziatore della terza generazione di architetti della Sanremo di inizio XX secolo, che dall'originario eclettismo, il liberty ed il déco, si spostarono verso la progettazione razionalista. Tra il 1927 e il 1930 fu anche podestà della città di Sanremo, compito gravoso che svolse con capacità e perizia rinnovando la città e trasformandola in ciò che è adesso.

## L'Ingegnere
Il padre di Pietro, Giuseppe, nacque in provincia di Alessandria, e dato che era dipendente delle ferrovie, venne trasferito a Bordighera dove conobbe quella che diventerà sua moglie, Caterina Amoretti, madre di Pietro.
Negli anni seguenti, il padre venne trasferito a Ospedaletti in seguito alla promozione a capostazione, e quindi Pietro vi si trasferì con la famiglia.
Laureatosi in ingegneria civile il 3 settembre 1896, Pietro inaugurò la sua carriera con la ricostruzione della chiesa di Bussana Nuova (affrontata in seguito alla morte del primo architetto, Maurizio Dufour), di cui eseguì sia il portale maggiore, sia la tomba di Don Lombardi. L'anno seguente progettò l'Hotel de Paris, la prima opera realizzata nella città di Sanremo, e nel 1899 l'Hotel Savoy, prendendo spunto dai modelli tipici della Costa Azzurra, ma anche dall'insegnamento dell'acclamato architetto sanremese Pio Soli, votato più ad un'architettura neorinascimentale. Agosti era un disegnatore accurato ed attento, meticoloso e curatore dei dettagli, tanto che quando si dedicò nel 1902 al Palazzo Asquasciati ed alla ristrutturazione, nel 1903, di Villa Gandolfi (oggi Villa Magnolie), volle curare personalmente tutti i particolari decorativi, seguendo rigorosi modelli classici.
Nel 1904 divenne membro del Collegio degli Ingegneri e degli Architetti di Genova. Nel frattempo la sua fama iniziò ad allargarsi, tanto da ricevere commissioni anche dai numerosi ospiti stranieri di Sanremo: a tal fine, studiò anche i modelli architettonici del nord Europa. Nel caso specifico, con il Castello Devachan (progettato per la contessa di Mexbourough, Silvia Clark, nel 1905, e concluso nel 1909) introdusse il bugnato tipico delle architetture più semplici inglesi. Sempre in quest'epoca inizia la sua attività politica: diventa infatti consigliere comunale dal 1908 al 1913.
Nel 1925 produce i primi due rilievi planimetrici dei ruderi romani dell'antica Villa Matutia sita in Sanremo fornendo quindi la più antica documentazione del sito archeologico e corredandola anche di alcune fotografie.
La città ligure custodisce ancora oggi molte altre sue progettazioni o ristrutturazioni, tra cui vi sono la Villa Ines e Villa Sunnybank (1905), L'Hotel Méditerranée (1906), Villa Perla, ed il progetto degli esterni del Cinema Centrale (1928), con decorazioni di gusto déco. Ancora, si dedicò alla Chiesa Russa nel 1912,  un piccolo capolavoro locale che fu espressione di tutta la fantasia ed abilità grafica dell'architetto. Con la Villa Spinola (poi Hotel King, attualmente in ristrutturazione dopo un devastante incendio che lo semidistrusse negli scorsi anni ottanta) ripropose il doppio paramento murario in bugnato del Castello Devachan, mentre nei sottotetti, decorati finemente, e nelle decorazioni marmoree ripropose il ricco modello dell'epoca dell'architettura cittadina.

## Il Podestà

Il Casinò di Sanremo in una immagine d'epoca

Pietro Agosti fu nominato podestà (sindaco) della città e fu insediato ufficialmente il 26 maggio 1927, attività che lo assorbì molto intensamente, tanto da riuscire a dedicarsi a fatica alla sua attività di progettazione. Di quell'epoca, tuttavia, rimangono il progetto della Casa del Bambino (Pro Infantia) del 1927 e delle scuole di Via Volta del 1928, poi completato da Giovenale Gastaldi nel 1935.
In qualità di Podestà emise una ordinanza che imponeva una rigida vigilanza sul controllo dei prezzi che a causa di alcuni commercianti poco corretti avevano subito una notevole impennata. Mise mano anche alle norme sugli affitti impedendo ai proprietari di imporre canoni liberi, ma sempre soggetti a precise regole decise dal legislatore. Fra le tante opere di Agosti va inoltre segualata la riorganizzazione del corpo dei Vigili che si andavano a sostituire alle Guardie di Polizia Urbana; i vigili in servizio indossavano un bracciale a righe bianche e rosse. Per aiutare la vocazione turistica della città il governo italiano propose di definire la riviera di Sanremo come "La costa fiorita", ma l'estro del podestà contrappose la ben più fortunata formula di "Riviera di Ponente". Con un lungo lavoro di tessitura, che portarono Agosti a richiedere l'intervento di Mussolini, con Regio decreto del 22 dicembre 1927 fu istituito il Casinò di Sanremo in cui si poté praticare legalmente il gioco di azzardo.
Il Casinò di Sanremo aprì ufficialmente i battenti il 12 gennaio 1905 con il concerto dell'Orchestra Sinfonica e una serata di gala inaugurale. Durante l'amministrazione Agosti fu ultimata la copertura del torrente San Romolo. e fu messo in cantiere il Campo Golf di Sanremo, il Campo Ippico, il Campo Polisportivo (già Stadio del Littorio) e lo Stand del Tiro al piccione. Alla classica manifestazione di Carnevale si aggiunse, sempre in Primavera, la Manifestazione della dea Flora che prevedeva un corso di carri fioriti, ancora oggi molto celebri.
Sempre in quegli anni Pietro Agosti riuscì a far acquistare al Comune la Villa Ormond, a cui fece aggiungere un nuovo padiglione, ed i relativi giardini da destinare a parco pubblico, di cui curò personalmente la progettazione della fontana. Sempre a lui si deve la progettazione della Monte Bignone funivia Sanremo - San Romolo - Monte Bignone (costruita ed inaugurata dopo la sua morte, nel 1936), nonché il progetto per il nuovo Ospedale.

## La morte nelle Catacombe di San Callisto
Le voci che correvano all'epoca sulla corruzione e sull'omosessualità di Pietro Agosti, messe in giro da vecchi esponenti dell'Italia giolittiana, tra cui il senatore Domenico Nuvoloni, spinsero l'ingegnere a recarsi a Roma per conferire con il Duce, contando in un suo intervento che potesse mettere a tacere tali dicerie: tuttavia, dopo tre giorni di attesa, Mussolini gli fece sapere di non volerlo ricevere. Si recò anche dal sottosegretario agli interni Leandro Arpinati, che non poté offrire nulla se non comprensione e vaghe promesse. Pietro Agosti non riuscì a sopportare lo smacco subìto, che lo portò a suicidarsi il giorno successivo, all'interno delle catacombe di San Callisto, con un colpo di rivoltella alla tempia: accanto al suo corpo venne infatti rinvenuta una lettera di addio, indirizzata al fratello, in cui spiegava le motivazioni del suo gesto.
Nelle sue ultime disposizioni lasciò mandato affinché il suo feretro non venisse esposto in Comune, ma nella sala d'attesa di prima classe della stazione ferroviaria. Tale richiesta probabilmente fu la risposta a qualche malevola frase o considerazione a lui indirizzata in quei giorni, o semplicemente volle in questo modo evidenziare il fatto che dovette attendere invano per poter conferire con Mussolini. Nella sala d'aspetto uno squadrista di nome Ivan Bianchi, scorto tra la folla il senatore Nuvoloni, lo cacciò dalla sala. Tutte le accuse mosse nei confronti del podestà si rivelarono in seguito completamente infondate.

Le esequie di Pietro Agosti a Sanremo

Le onoranze funebri, si svolsero sia a Roma che a Sanremo e furono maestose, ad esse parteciparono tutte le gerarchie civili e religiose della città mentre la banda del 42º Reggimento Fanteria suonava le marce funebri. Durante il corteo funebre, che si svolse nelle principali vie cittadine, al passaggio del feretro i negozi abbassarono le saracinesche mentre gli aerei della SITAR gettavano fiori.
Pietro Agosti riposa oggi nel cimitero di Ospedaletti.

### Testo della lettera
Roma, 29 aprile 1930 VIII.
Carissimo fratello Roberto,
Per quanto cortesissima l'accoglienza di ieri di S.E. Arpinati, ripensandovi sopra mi lascia il dubbio che la disposizione già presa nei miei riguardi sia piuttosto dilazionata che annullata. Non potendo perciò rimanere sotto questo incubo e d'altra parte ritornare a San Remo col timore di dover soggiacere ad una immeritata umiliazione dopo tutto quanto ho fatto per la mia Città, decido di attuare quanto già avevo disposto giorni sono, cioè di cercare la pace ed il riposo nella quiete eterna.
Desidero quindi che tu eseguisca quanto stabilito nelle mie disposizioni di ultima volontà e testamento.
Perdono a quanti mi hanno fatto del male e che sono causa certa di questa mia determinazione. Iddio perdoni a me che muoio sperando nella di Lui Misericordia e bontà e nella protezione della Vergine Santa. Saluto e ringrazio tutti i miei buoni amici ed anche ad essi mi raccomando per una preghiera.
Tuo aff.mo fratello
Pietro

## Il commissariamento prefettizio
Al podestà Pietro Agosti subentrò, in veste di Commissario prefettizio, il dottor Manlio Pozzi, ex segretario del Comune di Milano che durerà in carica un solo anno. Nel corso del suo mandato inaugurò il Pro Infantia, già progettato da Agosti e l'ossario dei Caduti di Guerra presso il Cimitero Monumentale della Foce.
Nel giugno del 1932 Manlio Pozzi si dimise dalla carica, si insediò quindi il nuovo commissario Michele De Masellis che guidò l'amministrazione cittadina fino alla nomina del nuovo Podestà Giovanni Guidi il 7 ottobre 1933. In questo breve periodo inaugurò il Campo Golf e la Casa del Mutilato, progettata dall'ing Parodi. Fu stipulato il contratto di appalto con la Compagnia Italiana delle Funivie, al fine costruire e di mettere in funzione la Monte Bignone funivia Sanremo-Monte Bignone.
Nel dopoguerra a Pietro Agosti fu intitolata una via nella città di Sanremo.